# کشور جزیره‌ای

کشورهای جزیره‌ای جهان

کشور جزیره‌ای یا کشور دریابست به کشوری گفته می‌شود که عمدهٔ خاک آن کشور از جزیره یا جزیره‌هایی تشکیل شده باشد. امروزه ۴۷ کشور جزیره‌ای در جهان وجود دارد.
بیشتر کشورهای جزیره‌ای به صورت مجمع‌الجزایر هستند، همانند ایالات فدرال میکرونزی و اندونزی که هر دو از هزاران جزیره تشکیل شده‌اند. سایرین یا از یک جزیره تشکیل شده‌اند، همانند باربادوس، یا بخشی از یک جزیره هستند، همانند جمهوری دومینیکن. استرالیا یک قاره است، گرچه گاه بدان جزیره می‌گویند چرا که با هیچ کشوری مرزی ندارد. اندونزی بزرگ‌ترین کشور جزیره‌ای جهان بر پایه مساحت (km۲ ۱٬۹۰۴٬۵۶۹)، تعداد جزیره‌ها (بیش از ۱۸٬۳۰۷) و جمعیت (۲۶۷٬۶۷۰٬۵۴۳ نفر) است.

## سیاست
درصد کشورهای دموکراتیک، در بین کشورهای جزیره‌ای نسبت به کشورهای قاره‌ای بیشتر است. این کشورها در مقایسه با همتایان قاره‌ای خود اغلب دستخوش بی‌ثباتی بوده‌اند.

## اقتصاد
غالباً این کشورها متکی بر واردات هستند، لذا بسیار از تغییرات اقتصاد جهانی متأثرند.